# Marsdenia pleiadenia
Marsdenia pleiadenia är en oleanderväxtart som först beskrevs av Ferdinand von Mueller, och fick sitt nu gällande namn av P.I. Forster. Marsdenia pleiadenia ingår i släktet Marsdenia och familjen oleanderväxter. Inga underarter finns listade i Catalogue of Life.